# Vincent Paronnaud

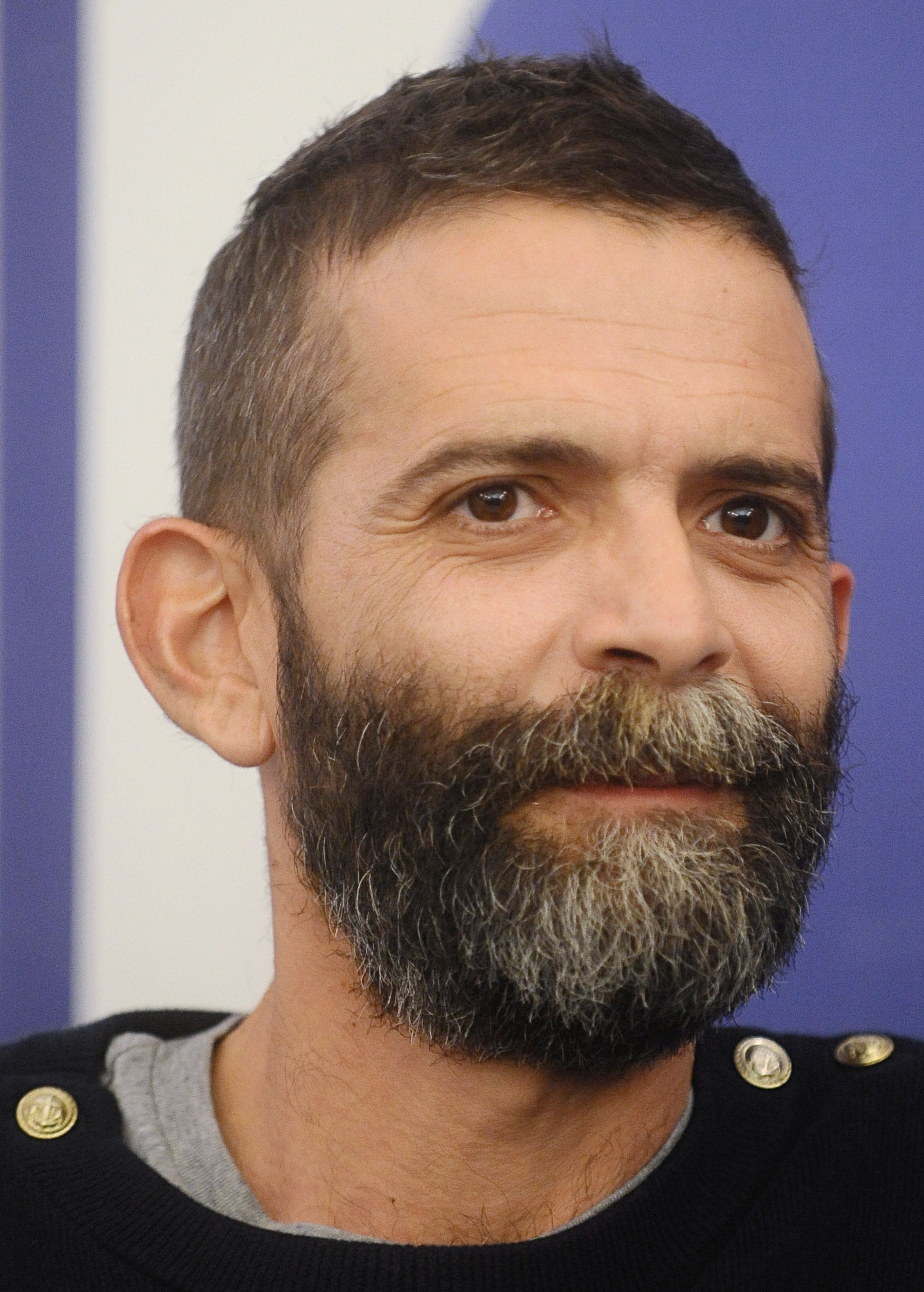
Winshluss - Lucca Comics & Games 2015

Vincent Paronnaud (La Rochelle, França, 1970), também conhecido como Winshluss, é um quadrinista e cineasta francês.  Ao lado de Marjane Satrapi, escreveu e dirigiu o filme Persépolis (baseado na história em quadrinhos homônima, de Marjane), que recebeu prêmio no Festival de Cannes de 2007, além de ter sido nomeado para o Oscar de melhor animação.
Entre suas obras de quadrinhos, destaca-se Pinóquio, que ganhou o prêmio de melhor álbum no Festival de Angoulême de 2009. A edição brasileira do livro também ganhou o Troféu HQ Mix de 2013 na categoria "melhor edição especial estrangeira".